# Кодзиэн

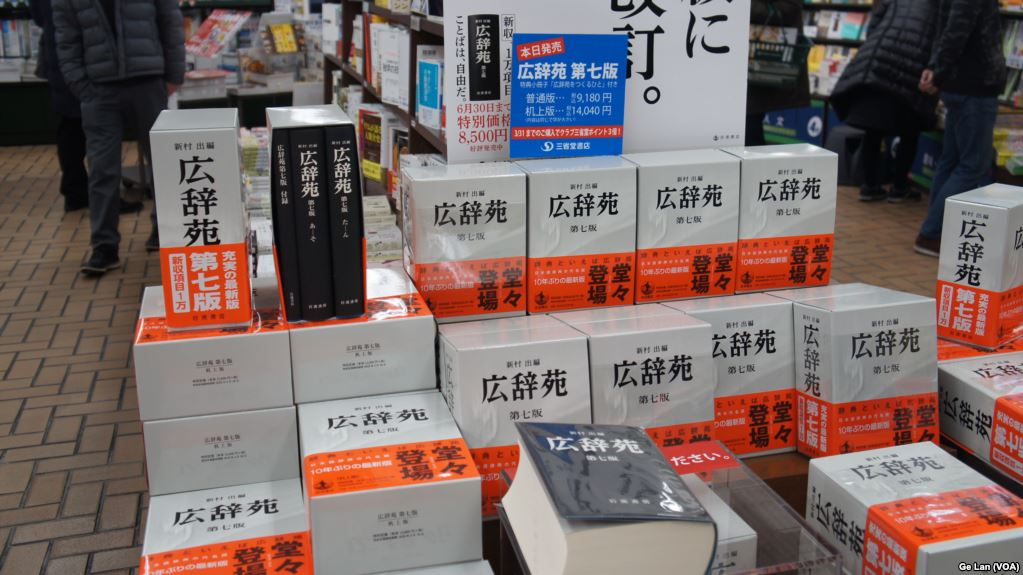
7-е издание Кодзиэна 2018 года, представленное в книжном магазине в Токио

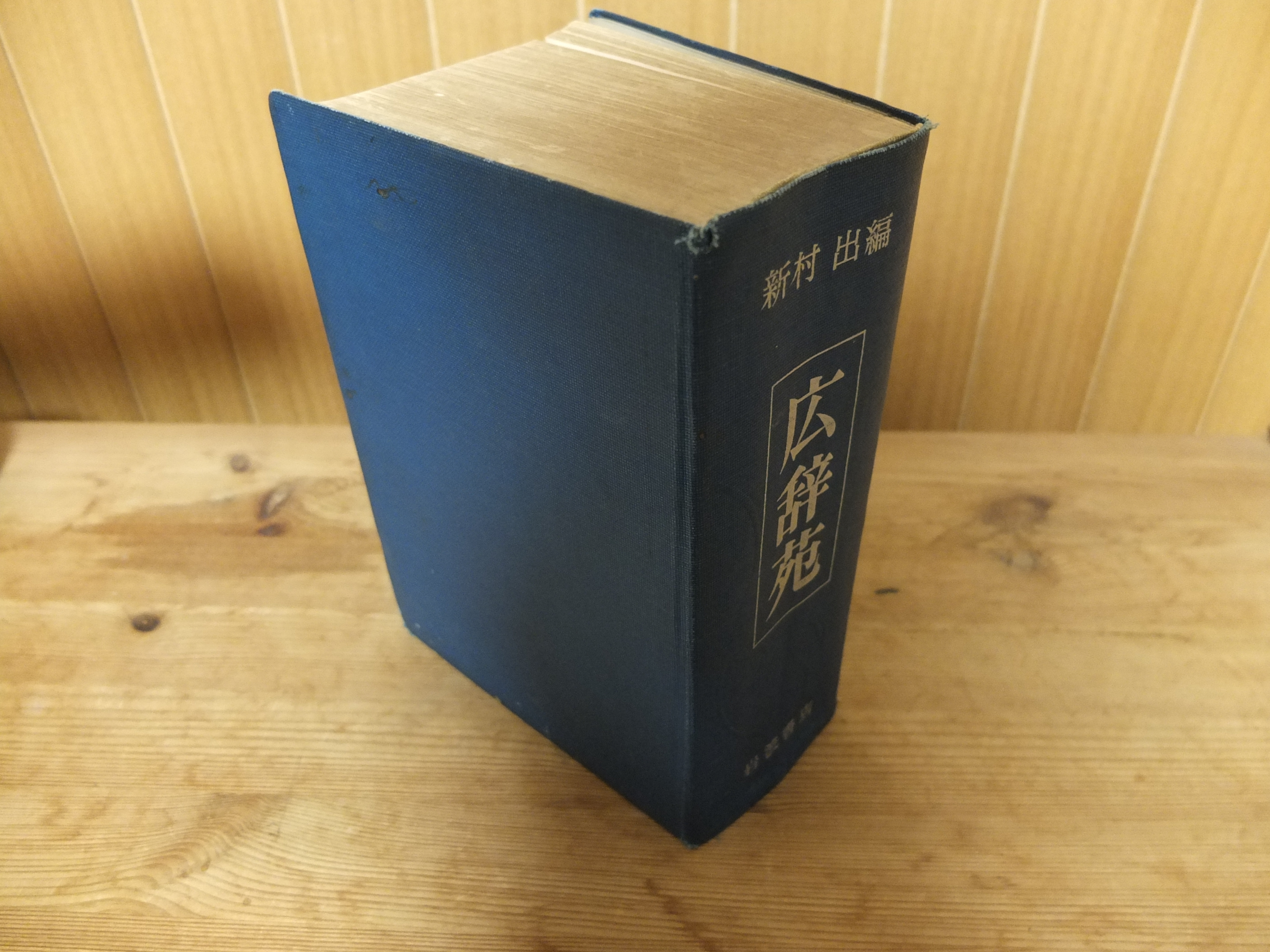
2-е издание 1969 года

Кодзиэн (яп. 広辞苑, ко:дзиэн) «Большой сад слов» — средний толковый словарь японского языка издательства «Иванами сётэн» под редакцией Идзуру Симмуры. Впервые издан в 1955 году. Выдержал 7 изданий. Последнее издание 2018 года содержит около 250 тысяч слов. Признается ведущим японским толковым словарем в Японии. Используется в электронных мобильных словарях.

## История издания
- 1935 — первое издание словаря «Дзиэн» («Сад слов») в издательстве Хакубункан.
- 1955 — первое издание словаря «Кодзиэн» в издательстве «Иванами сётэн». Содержало 200 000 слов.
- 1969 — второе издание словаря «Кодзиэн». Содержало 200 000 слов.
- 1976 — второе, дополненное и переработанное издание словаря «Кодзиэн». Содержало 210 000 слов.
- 1983 — третье издание словаря «Кодзиэн». Содержало 210 000 слов.
- 1991 — четвертое издание словаря «Кодзиэн». Содержало 220 000 слов.
- 1998 — пятое издание словаря «Кодзиэн». Содержало 230 000 слов.
- 2008 — шестое издание словаря «Кодзиэн». Содержало 240 000 слов.
- 2018 — седьмое издание словаря «Кодзиэн». Содержало 250 000 слов.

## Форматы
- Обыкновенный (636мм × 939мм).
- Настольный (765мм × 1085мм).
- Кожаный переплет (636мм × 939мм).
- Обложка (636мм × 939мм).
- DVD-формат (содержит аудио и видео примеры, расширенные текстовые примеры).
- Электронная книга (как отдельный словарь).
- Электронный словарь (как одна из составляющих сборника словарей).
- Портативный электронный словарь.
- Сотовый словарь (программа для сотовых телефонов).

## Издания
- 広辞苑 / 新村出編. — 東京: 岩波書店, 1955.
- 広辞苑 / 新村出編. — 第2版. — 東京: 岩波書店, 1969.
- 広辞苑 / 新村出編. — 第2版補訂版. — 東京: 岩波書店, 1976.
- 広辞苑 / 新村出編. — 第3版. — 東京: 岩波書店, 1983.
- 広辞苑 / 新村出編. — 第4版. — 東京: 岩波書店, 1991.
- 広辞苑 / 新村出編. — 第5版. — 東京: 岩波書店, 1998.
- 広辞苑 / 新村出編. — 第6版. — 東京: 岩波書店, 2008.
- 広辞苑 / 新村出編. — 第7版. — 東京: 岩波書店, 2018.